# Озноб
Озно́б — вызванное спазмом поверхностных (кожных) кровеносных сосудов ощущение холода, сопровождающееся мышечной дрожью (главным образом жевательных мышц, затем мышц плечевого пояса, спины и конечностей) и сокращением мышц поднимающих волосы («гусиная кожа»).

## Причина возникновения
Озноб часто возникает при переохлаждении, а также в начале лихорадки при инфекциях, травмах и других заболеваниях. Также озноб и повышение температуры могут вызывать некоторые лекарственные препараты.
При ознобе отдача тепла организмом во внешнюю среду уменьшается, а выработка его возрастает (вследствие мышечных сокращений), что ведет к повышению температуры тела, после чего озноб обычно заканчивается. Озноб бывает и в разгаре лихорадки, если температура тела резко колеблется. В отличие от озноба, познабливание, которое может наблюдаться, например, при неврозах, — только субъективное ощущение. У здорового человека озноб возникает при действии холода как нормальная защитная реакция организма. У легко возбудимых людей озноб может появиться и при сильном волнении или испуге.

## Механизм озноба
Пусковым механизмом развития озноба, является изменение состояния температурного гомеостаза (равновесия), когда гипоталамус получает информацию о том, что температура отклонилась от установочной точки, которая для человека составляет около 37 градусов Цельсия. Информация может поступать с холодовых рецепторов кожи или от внутренних рецепторов при воздействии провоспалительных веществ (цитокинов), начинают вырабатываться простагландины, ключевым из которых является простагландин Е2 (PGE2), который активирует -рецепторы в гипоталамусе. Информация от холодовых рецепторов кожи передается на нейроны задних рогов спинного мозга, затем в нейроны латерального парабрахиального ядра ствола мозга и наконец в преоптическую область гипоталамуса. А простагландин Е2 связывается с рецепторами EP3 в гипоталамусе. А преоптическое ядро гипоталамуса дает сигнал к термогенезу. Озноб является проявлением так называемого сократительного термогенеза, вместе с пилоэрекцией («гусиная кожа»). Сокращение мышц приводит в высвобождению энергии, которая идет на согревание тела.

## Пилоэрекция
Пилоэрекция или «гусиная кожа» возникает из-за сокращения мышц, поднимающих волосы. Для человека этот механизм защиты от холода является рудиментарным. И остался человеку от животных, покрытых шерстью, у которых подъём шерстяного покрова создает воздушную прослойку и уменьшает теплоотдачу, а также реализуется во взаимоотношениях. За возникновение пилоэрекции отвечает симпатическая вегетативная нервная система через α1-адренергические рецепторы.